# Zygothrica kerteszi
Zygothrica kerteszi är en tvåvingeart som först beskrevs av Oswald Duda 1925.  Zygothrica kerteszi ingår i släktet Zygothrica och familjen daggflugor.
Artens utbredningsområde är Costa Rica. Inga underarter finns listade i Catalogue of Life.